# Saint-Médard-la-Rochette
Saint-Médard-la-Rochette è un comune francese di 588 abitanti situato nel dipartimento della Creuse nella regione della Nuova Aquitania.

## Società

### Evoluzione demografica
Abitanti censiti